# Bolivia (Észak-Karolina)
Bolivia város az Amerikai Egyesült Államok Észak-Karolina államában, Brunswick megyében, melynek megyeszékhelye is. Lakosainak száma 149 fő (2020. április 1.).

## Története
A várost az 1890-es években jött létre, és 1911-ben jegyezték be az állam területére. Az egyik elmélet a névvel kapcsolatban az, hogy sok, a környékről szállított dobozon „Bolívia” felirat állt, utalva a dél-amerikai országra, és az emberek kedvelték ezt a nevet.
A településen 1892 óta működik postahivatal, Boliviát 1911-ben jegyezték be városként.

## Népesség
A település népességének változása:
| Lakosok száma | 148  | 143  | 149  |
|               | 2000 | 2010 | 2020 |